# Carlos Mazzulo
Carlos Mazzulo Gaitán es un político uruguayo perteneciente al Partido Nacional. Fue Intendente del departamento de Flores en los periodos 1995-1999 y 2000-2004. En las elecciones de 2005 fue elegido diputado.
En 2012 fue procesado sin prisión por irregularidades en la gestión municipal.
De cara a las internas de 2019, Mazzulo apoya la precandidatura de Enrique Antía.